# Nora Martirossjan

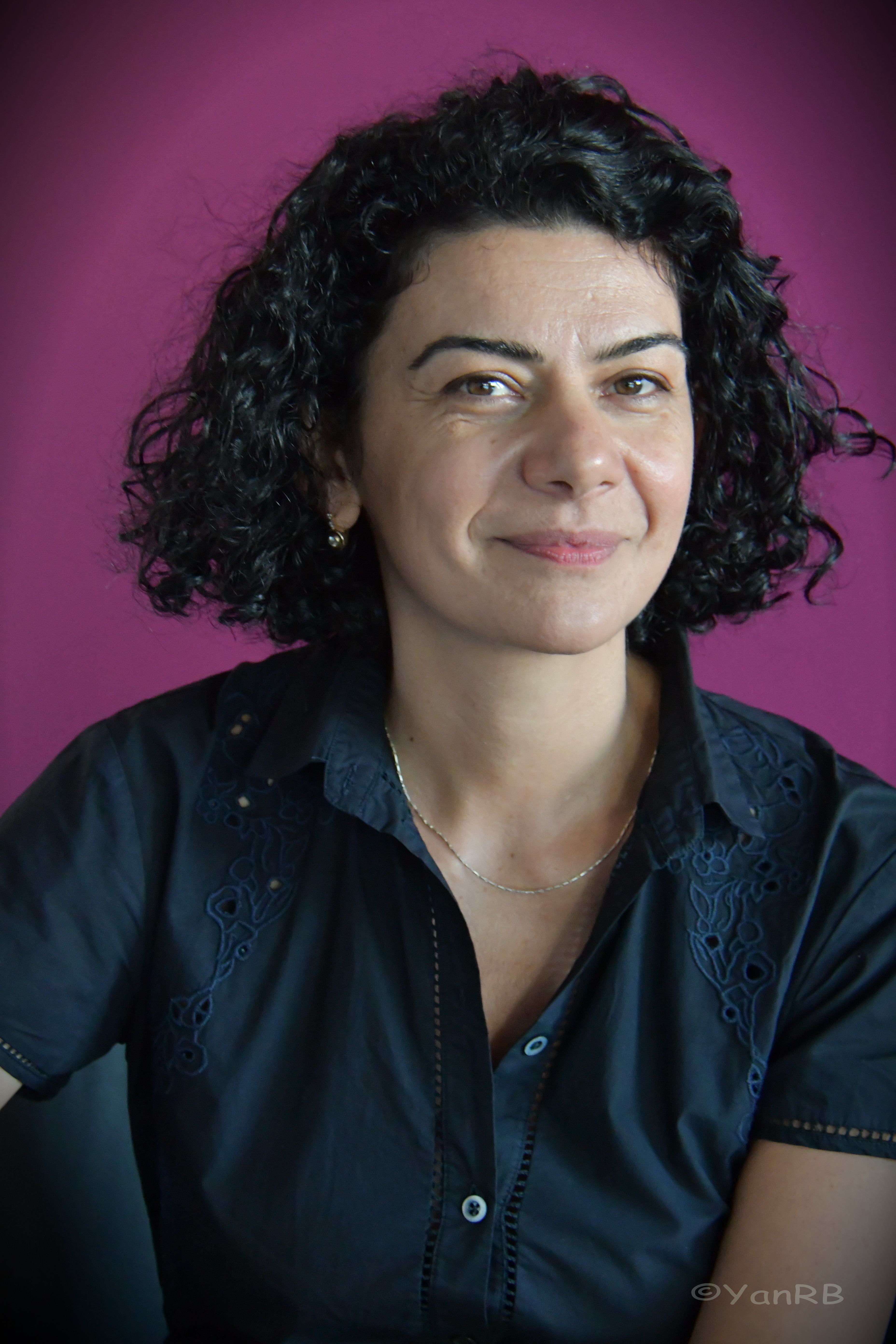
Nora Martirosyan, 2021

Nora Martirossjan (armenisch Նորա Մարտիրոսյան; * 1973 in Jerewan, Armenien) ist eine armenische bildende Künstlerin und Filmemacherin. Sie lebt in Frankreich.

## Leben
Nora Martirossjans Eltern sind Physiker. Sie machte einen Abschluss an der staatlichen Kunstakademie Armeniens in Jerewan. 1997, im Alter von 23 Jahren, verließ sie Armenien, um durch Europa zu reisen. Sie setzte ihr Studium an der Kunsthochschule Amsterdam, der Königlichen Akademie der Schönen Künste in Amsterdam und der École du Fresnoy in Tourcoing (Frankreich) fort. Seit 2015 unterrichtet sie Film und Video an der Kunsthochschule von Bordeaux. Seit 2003 dreht sie Kurz- und Mittelfilme.
2018 drehte sie ihren ersten Spielfilm Si le vent tombe, der die politische Situation in der armenischen Provinz Bergkarabach thematisiert.

## Filmografie
- 2003: Courant d'air
- 2004: Blind Date
- 2007: 1937
- 2009: Les Complices
- 2016: Paris-Yerevan
- 2020: Si le vent tombe